# ويب موني
ويب موني (WebMoney) هو نظام تسوية للدفع عبر الإنترنت. تأسست الشركة في نوفمبر 1998 في روسيا كنظام لتحويل الأموال بدولارات الولايات المتحدة، في أعقاب الأزمة المالية الروسية في عام 1998 والتي أدت إلى زيادة استخدام الدولار الأمريكي في روسيا.
يتم تخزين أموال مستخدمي ويب موني في «محفظة»، والتي تحتفظ بأموال إلكترونية تتوافق مع أصل أساسي، مثل العملة. يتم الاحتفاظ بالأصول الأساسية لوحدات ويب موني بواسطة شبكة عالمية من الشركات التي تعمل كضامنة لنظام الدفع. يقبل الضامنون الودائع في الأصول الأساسية ويصدرون وحدات ويب موني المقابلة. يمكن استخدام تحويلات ويب موني للمدفوعات (ند لند)، ويشمل نظام الضمان.
يتقاضى 0.8 ٪ من المبلغ المتداول كرسوم، وبحد رسوم أقصى 50 يورو.
من بين خدمات تحويلات ويب موني منصة INDX للتداول عبر الإنترنت - وهي أداة عبر الإنترنت يمكن من خلالها تداول الأوراق المالية المشتقة، تسمى NOTES ، والتي يتم تأمينها بواسطة أسهم الشركات العامة وغيرها من الأصول. كما أعلنت تحويلات ويب موني
إضافة الملاحظات المرتبطة بـ Bitcoin (BTC)، Litecoin (LTC)، Ether (ETH)، Bitcoin Gold (BTG)، Ripple (XRP)، Dash (DASH)، Monero (XMR) إلى المتداول الإلكتروني INDX.
في يونيو 2013، صادرت الحكومة الأوكرانية معدات الكمبيوتر من الضامن الأوكراني وجمدت 60 مليون غريفنا أوكرانية (7.5 مليون دولار أمريكي) من الأموال المقيمة في حسابات الضامن في أوكرانيا، مما تسبب في حظر معاملات ويب موني الأوكرانية. وقال مسؤولو وزارة الإيرادات والواجبات في أوكرانيا أن هناك مخالفات كبيرة في عمليات الشركة التي تعمل كضامن أوكراني، وأن قواعد تشغيل نظام الدفع لم يتم الاتفاق عليها مع البنك الوطني لأوكرانيا. وصفت الوزارة ويب موني بأنه «نظام غير قانوني» يشتبه في استخدامه لغسل الأموال والتهرب الضريبي، وقال البنك المركزي إن ويب موني لم يكن لديه ترخيص للعمل في أوكرانيا. تم استئناف معاملات ويب موني في أوكرانيا في الأسبوع التالي.
في مارس 2015، تم تحرير الحسابات البنكية للضامن الأوكراني بعد صدور حكم قضائي. في وقت لاحق من ذلك العام، اشترك البنك الوطني الأوكراني وبنك التوفير الحكومي الأوكراني مع ويب موني. أوكرانيا.
في نوفمبر 2015، حصلت WebMoney Europe Ltd ، ومقرها كامبريدج، المملكة المتحدة، على ترخيص FCA لإصدار الأموال الإلكترونية داخل المنطقة الاقتصادية الأوروبية.
في عام 2015، أطلقت ويب موني منصة تمويل الجماعي (ويب موني Funding) لتنفيذ المشاريع بموجب مبدأ التبرعات الطوعية والمشاركة في عمليات الشراء الجماعي والتخطيط للحدث.
في أيار (مايو) 2018، ألغى البنك الوطني الأوكراني تسجيل نظام الدفع الإلكتروني ويب موني. أوكرانيا (وهي شركة تابعة لـ 'Financing company ElMI' ، كييف) لأنها وُضعت على قائمة العقوبات لمجلس الأمن القومي والدفاع الأوكراني.
عرض نظام تحويلات ويب موني حلاً لقبول المدفوعات عن طريق رمز الاستجابة السريعة QR للمطاعم والمتاجر. يحتاج العملاء إلى مسح رمز الاستجابة السريعة المعروض على الشاشة حتى يتم تأكيد الدفع. في عام 2019، اشتركت شركة برجر كنج روسيا مع ويب موني لدمج مدفوعات رمز الاستجابة السريعة للعملاء.
في عام 2019، أعلن سبيربنك أن ويب موني قد انضم إلى نظام النقل الفوري البيئي الخاص به. يمكن للعملاء إجراء تحويلات فورية من بطاقات سبيربنك إلى محفظة ويب موني والعكس بالعكس. يلزم فقط رقم هاتف المستلم (الذي ترتبط به البطاقة أو المحفظة) لتحويل الأموال.
أدخل نظام WebMoney Transfer طريقة جديدة للتعريف بالفيديو - وهي VideoID. يحتاج المستخدمون فقط إلى الحصول على وثيقة الهوية الوطنية الخاصة بهم والوصول إلى الهاتف الذكي أو سطح المكتب باستخدام كاميرا ويب. VideoID يحل محل متطلبات زيارة مراكزويب موني للتوثيق أو كاتب العدل لأغراض تحديد الهوية.

## روابط خارجية
- الموقع الرسمي